# Канадская правовая сеть по ВИЧ/СПИДу
Кана́дская правова́я сеть по ВИЧ/СПИДу (англ. The Canadian HIV/AIDS Legal Network, фр. Réseau juridique canadien VIH/sida) — неправительственная общественная организация, способствующая защите прав людей, инфицированных ВИЧ или страдающих СПИДом, в Канаде и в других странах мира, путём проведения исследований, анализа законодательства в этой области, просветительской деятельности и мобилизации общества.
Канадская правовая сеть является одной из крупнейших правозащитных организаций Канады, занимающихся проблемами законодательства и прав человека, связанных с ВИЧ/СПИДом.
Учреждена в 1992 году.
Объединяет более 150 региональных и общегосударственных организаций-участников в различных странах мира.
Начиная с 2002 года организацией ежегодно присуждается награда за деятельное участие в борьбе с ВИЧ/СПИДом и в защите прав человека в этой сфере.